# Torneio de Wimbledon de 2015
O Torneio de Wimbledon de 2015 foi um torneio de tênis disputado nas quadras de grama do All England Lawn Tennis and Croquet Club, no bairro de Wimbledon, em Londres, no Reino Unido, entre 29 de junho e 12 de julho. Corresponde à 48ª edição da era aberta e à 129ª de todos os tempos.
Depois da tentativa frustrada de conquistar Roland Garros, completando assim os quatro torneios de Grand Slam, o sérvio Novak Djokovic obteve a terceira final consecutiva em 2015, ganhando o segundo título do período e o segundo consecutivo de Wimbledon, novamente em cima de Roger Federer. A norte-americana Serena Williams teve sorte maior: derrotando Garbiñe Muguruza na final, conquistou pela sexta vez Wimbledon e segunda vez o que chama de "Serena Slam", que são os quatro torneios de Grand Slam seguidos, mas não no mesmo ano. A primeira ocorreu entre 2002 e 2003. Foi o 21ª título desse nível, que a manteve na liderança do ranking da WTA, com mais de o dobro de pontos sobre a segunda colocada.
Nas duplas, os homens seguiram a tendência da temporada em consagrar parcerias inéditas. Esta foi a vez de Jean-Julien Rojer e Horia Tecău. Entre as mulheres, a equipe número 1 bateu a 2 na final. Martina Hingis obteve o décimo título na categoria, treze anos depois do último, e Sania Mirza o primeiro. Nas mistas, a mesma Hingis e Leander Paes aplicaram um rápido duplo 6–1 no jogo decisivo e levantaram suas taças. É o terceiro título dela e o oitavo dele na modalidade.

## Transmissão
Esta é a lista de países e canais designados a transmitir o torneio durante a edição em questão:
Países lusófonos

| País(es)         | Canal(is)           |
| ---------------- | ------------------- |
| Guiné Equatorial | Canal+ Afrique [en] |
| Brasil           | ESPN Brasil SporTV  |
| Portugal         | Sport TV            |

Resto do mundo
| País(es) | Canal(is)                                                                                              |
| Países avulsos | |
| Américas | Américas                                                                                               |
| --- | --- |
| Canadá | CTV TSN                                                                                                |
| Estados Unidos | ESPN Tennis Channel                                                                                    |
| Ásia | |
| China | Beijing TV [en] CCTV-5 Guangdong TV [en] Liaoning TV [en] iQIYI Shanghai Media Group [en] Sohu Tencent |
| Geórgia | GMG Sport                                                                                              |
| Israel | Sports Channel (5 Sport) [en]                                                                          |
| Japão | NHK WOWOW                                                                                              |
| Tailândia | TrueVisions [en]                                                                                       |
| Turquia | Digiturk [en]                                                                                          |
| Europa | |
| Bélgica | Eurosport VRT (RTBF)                                                                                   |
| Bielorrússia | Belarus-5                                                                                              |
| Bósnia e Herzegovina | RTRS [en] IKO (Sport Klub [en])                                                                        |
| Bulgária | bTV [en] (Bulsatcom)                                                                                   |
| Chipre | cyta [en]                                                                                              |
| Croácia | HRT IKO (Sport Klub [en])                                                                              |
| Dinamarca | TV3 [en] (Viasat [en])                                                                                 |
| Espanha | Sogecable (Canal+ (Espanha) & Cuatro)                                                                  |
| Finlândia | C More Sport [en]                                                                                      |
| França | beIN Sports                                                                                            |
| Hungria | Digi Sport Hungria [en]                                                                                |
| Grécia | Nova Sports [en]                                                                                       |
| Itália | Sky Italia                                                                                             |
| Islândia | 365 |
| Irlanda | Setanta Sports [en]                                                                                    |
| Macedónia | IKO (Sport Klub [en])                                                                                  |
| Malta | GO Multiplus [en]                                                                                      |
| Moldávia | Stan Sport                                                                                             |
| Montenegro | IKO (Sport Klub [en]) RTCG                                                                             |
| Noruega | C More Sport [en] NRK                                                                                  |
| Países Baixos | Fox Sports                                                                                             |
| Polónia | Polsat                                                                                                 |
| Roménia | Digi Sport Romênia [en]                                                                                |
| Rússia | NTV Sport-1 [en]                                                                                       |
| Sérvia | RTS |
| Suécia | C More Sport [en] SVT                                                                                  |
| Suíça | SRG SSR                                                                                                |
| Oceania | |
| Austrália | Fox Sports Austrália [en] Seven Network                                                                |
| Nova Zelândia | TVNZ                                                                                                   |
| Regiões | |
| África subsariana | SuperSport                                                                                             |
| América do Sul | ESPN (América Latina)                                                                                  |
| Ásia Oriental (Pan-Asia) | Fox Sports (Ásia) Star India                                                                           |
| Oriente Médio | ADMC                                                                                                   |
| Agrupamentos | |
| África | |
| Benim · Burquina Fasso · Burundi · Camarões · Chade · Comores · Congo · Costa do Marfim · Djibouti · Gabão · Guiné · Madagascar · Mali · Mauritânia · Maurícia · Níger · República Centro-Africana · República Democrática do Congo · Ruanda · Senegal · Seicheles · Togo | Canal+ Afrique [en]                                                                                    |
| Ásia | |
| Arménia · Azerbaijão · Cazaquistão · Quirguistão · Tajiquistão · Turquemenistão · Uzbequistão | Stan Sport                                                                                             |
| Europa | |
| Albânia · Kosovo | SuperSport                                                                                             |
| Alemanha · Áustria | Sky Deutschland                                                                                        |
| Eslováquia · República Checa | ARQ |
| Oceania | |
| Fiji · Ilhas Cook · Tonga | Fiji TV [en]                                                                                           |

## Pontuação e premiação

### Distribuição de pontos
ATP e WTA informam suas pontuações em Grand Slam, distintas entre si, em simples e em duplas. A ITF responde exclusivamente pelos juvenis e cadeirantes.
Os qualificatórios de duplas masculinas e femininas são exclusivos de Wimbledon. Considerados torneios amistosos, os de duplas mistas e os de convidados não geram pontos.
No juvenil, os simplistas jogam duas fases de qualificatório, mas só os que passam à chave principal pontuam. Em duplas, a pontuação é por jogador. A partir da fase com 16, os competidores recebem pontos adicionais de bônus (os valores da tabela já somam as duas pontuações).

#### Profissional
| Evento            | V    | F    | SF  | QF  | R16 | R32 | R64 | R128 | Q  | Q3 | Q2 | Q1 |
| Simples masculino | 2000 | 1200 | 720 | 360 | 180 | 90  | 45  | 10   | 25 | 16 | 8  | 0  |
| Duplas masculinas | 2000 | 1200 | 720 | 360 | 180 | 90  | 0   | —    | 25 | 0  | 0  | —  |
| Simples feminino  | 2000 | 1300 | 780 | 430 | 240 | 130 | 70  | 10   | 40 | 30 | 20 | 2  |
| Duplas femininas  | 2000 | 1300 | 780 | 430 | 240 | 130 | 10  | —    | 40 | 0  | 0  | —  |